# Diplazium fadyenii
Diplazium fadyenii là một loài thực vật có mạch trong họ Woodsiaceae. Loài này được (Hook.) Proctor miêu tả khoa học đầu tiên năm 1953.